# コンクリート圧送施工技能士
コンクリート圧送施工技能士（コンクリートあっそうせこうぎのうし）とは、国家資格である技能検定制度の一種で、都道府県知事（問題作成等は中央職業能力開発協会、試験の実施等は都道府県職業能力開発協会）が実施する、コンクリート圧送施工に関する学科及び実技試験に合格した者をいう。
なお職業能力開発促進法により、コンクリート圧送施工技能士資格を持っていないものがコンクリート圧送施工技能士と称することは禁じられている。
コンクリート圧送施工技能士は、職業訓練指導員 (建設科)の実技試験免除資格になっている。

## 級別
1級、2級の別がある。

## 実技作業試験内容（コンクリート圧送工事作業）
- 1級
  - 要素試験：写真、イラスト等を利用して、関係部品及び付帯機器の選定、フレッシュコンクリートの状態と圧送性の判定、コンクリートポンプ車の作業状態の判定について行う。試験時間＝50分
  - ペーパーテスト：コンクリートポンプ車の能力、圧送計画等について行う。試験時間＝2時間
- 2級
  - 要素試験：写真、イラスト等を利用して、関係部品及び付帯機器の選定、フレッシュコンクリートの状態の判定、コンクリートポンプ車の操作等について行う。試験時間＝50分
  - ペーパーテスト：コンクリートポンプ車の能力、圧送計画等について行う。試験時間＝2時間